# 第三長良川橋梁
第三長良川橋梁（だいさんながらがわきょうりょう）は、岐阜県郡上市にある、長良川に架かる長良川鉄道の橋梁である。
1928年（昭和3年）5月6日、美濃下川駅・深戸駅間の開業時に架けられた。

## 概要
- 種別 - 鋼鉄道橋
- 橋長 - 149.0m
- 形式
  - 単線上路プレートガーダー - 5連
  - 単線下路プラットトラス - 1連
- 下部工形式 - 切石積・鉄筋コンクリート橋脚
- 完成年 - 1928年（昭和3年）
- 区間 - 赤池駅-美並苅安駅

## その他
- 長良川鉄道には、長良川に架かる橋梁が6箇所ある。第三長良川橋梁は、長良川下流側より3番目の橋梁である。

座標: 北緯35度40分10.3秒 東経136度57分34.6秒 / 北緯35.669528度 東経136.959611度